# Rymosia istrae
Rymosia istrae är en tvåvingeart som beskrevs av Zaitzev 1993. Rymosia istrae ingår i släktet Rymosia och familjen svampmyggor. Arten är reproducerande i Sverige. Inga underarter finns listade i Catalogue of Life.